# Perisphaeria peringueyi
Perisphaeria peringueyi är en kackerlacksart som först beskrevs av Henri Saussure och Leo Zehntner 1895.  Perisphaeria peringueyi ingår i släktet Perisphaeria och familjen jättekackerlackor. Inga underarter finns listade i Catalogue of Life.